# Roger Gibbon
Roger Patrick Gibbon (Arouca, 9 de marzo de 1939) es un deportista trinitense que compitió en ciclismo en la modalidad de pista. Ganó una medalla de bronce en el Campeonato Mundial de Ciclismo en Pista de 1967, en la prueba del kilómetro contrarreloj.
Participó en dos Juegos Olímpicos de Verano, ocupando el quinto lugar en México 1968, en el kilómetro contrarreloj, y el octavo lugar en Tokio 1964, en la misma prueba.

## Medallero internacional
| Campeonato Mundial | Campeonato Mundial        | Campeonato Mundial | Campeonato Mundial    |
| Año                | Lugar                     | Medalla            | Competición           |
| ------------------ | ------------------------- | ------------------ | --------------------- |
| 1967               | Ámsterdam ( Países Bajos) | Medalla de bronce  | 1 km contrarreloj (A) |